# Andorra ai XII Giochi olimpici invernali
Andorra partecipò ai XII Giochi olimpici invernali, svoltisi a Innsbruck, Austria, dal 4 al 15 febbraio 1976, con una delegazione di 5 atleti impegnati in una disciplina.